# Amusie
Amusie (Syn. Amusia, Dysmusie oder Dysmusia; von altgriechisch ἄμουσος amousos, deutsch ‚unmusikalisch‘) ist die Unfähigkeit, trotz intakter Sinnesorgane Tonfolgen und/oder Rhythmen zu erkennen und diese vokal oder instrumental wiederzugeben.

## Geschichte
Der Begriff der Amusie wurde 1888 von dem Neurologen August Knoblauch (1863–1919) geprägt.
Fritz Giese definierte 1921 die Amusie als „Notenblindheit, Tontaubheit, Unfähigkeit Noten oder Töne wiederzuerkennen.“

## Definitionen
Genauer wird mit rezeptiver Amusie ein Defizit in der Musikwahrnehmung und mit expressiver Amusie eine Störung der musikalischen Produktion bezeichnet. Die Amusie ist damit eine Form der (auditiven) Agnosie. Die Unmusikalität ist „die Unfähigkeit, im Musikbereich zweckmäßig zu handeln“ oder „eine nennenswerte Leistung zu erbringen.“ Betroffenen fehlt das Verständnis für Melodik, Harmonik und Intonation.
Analog wird in der Neurologie auch zwischen der sensorischen Amusie und der motorischen Amusie unterschieden. Die sensorische Unmusikalität heißt auch Tontaubheit; die Betroffenen sind unfähig, Melodien aufzufassen (Melodientaubheit). Bei der motorischen (oder konstruktiven) Unmusikalität kann man weder Lieder singen noch Töne pfeifen, weder Musik spielen noch Tänze tanzen. Musikinstrumente können also nicht angemessen genutzt werden. Drittens ist die musikalische Alexie abzugrenzen; das ist die so genannte Notenblindheit. Das Lexikon der Medizin definiert die Amusie als Verlust der Musikalität als rezeptorische Leistung mit den drei Formen Störung des Musikverständnisses, Tontaubheit und Melodientaubheit. Wilhelm Kühns Neues medizinisches Fremdwörterbuch definierte schon 1913 die Amusie als „Fehlen oder Verlust des musikalischen Verständnisses.“
Der Duden definiert die Amusie als das Fehlen einer Musikalität (auch durch Verlust einer ursprünglich vorhandenen) als Symptom einer Erkrankung der Großhirnrinde und allgemein als die „Unfähigkeit, Musisches (= Künstlerisches) zu verstehen, und im engeren Sinne als die Unfähigkeit zu musikalischem Verständnis sowie in der Medizin als eine krankhafte Störung des Singvermögens oder der Tonwahrnehmung.“
Das Adjektiv amusisch bezieht sich im Alltagsgebrauch nicht auf die Amusie, sondern bedeutet nach dem Duden „ohne Kunstverständnis“ und „ohne Kunstsinn“ (zurückgehend auf die altgriechische Bedeutung „musenlos“). Nur fachsprachlich wird der Begriff gelegentlich verwendet, um auf die Amusie Bezug zu nehmen, meint dann aber nicht ein generelles Fehlen von Kunstverständnis oder Kunstsinn, sondern das Vorliegen einer neurologischen Funktionsstörung oder Normvariante wie oben beschrieben. Patienten mit expressiver Amusie sind nicht oder nur einschränkt in der Lage, Musik zu reproduzieren; es fehlt ihnen aber nicht notwendigerweise an Kunstverständnis oder Kunstsinn.

## Ursachen
Amusie ist in den meisten Fällen durch Hirnläsionen nach Schlaganfällen verursacht, kann aber auch angeboren sein. In letzteren Fällen ist sie genetisch mitbedingt und ist eine Teilleistungsschwäche. In manchen Fällen ist insbesondere die Tonhöhenwahrnehmung eingeschränkt und nicht die Rhythmuswahrnehmung.

## Häufigkeit
Etwa vier Prozent der Menschen leiden an einer angeborenen Form der Amusie. Nach einem Schlaganfall leiden, je nach betroffener Hirnregion, bis zu 70 Prozent der Betroffenen an einem Defizit im musikalischen Bereich, allerdings wird diesem Umstand oft weder diagnostisch noch therapeutisch Rechnung getragen, da die Problematik meist hinter anderen, schwereren Leiden zurücksteht und den Betroffenen oft nicht sofort auffällt.

## Diagnose
Die Amusie ist oft mit einer sensorischen oder motorischen Aphasie vergesellschaftet. Die Diagnose kann mittels der Montreal Battery of Evaluation of Amusia stattfinden.

## Kritik
Daniel Cerny beschreibt zwei Versuchsanordnungen zur Widerlegung einer angeblichen Unmusikalität:
Heinrich Jacoby suchte mit Zeitungsinseraten gezielt nach Menschen, die glaubten, unmusikalisch zu sein. Er spielte ihnen mit einem Musikinstrument Musikpassagen mit harmoniefremden Akkorden vor. Die Probanden erkannten diese und waren damit überführt.
Stefan Kölsch spielte angeblich Unmusikalischen an der Universität Leipzig am Klavier teilweise sinnlose Akkordfolgen vor. Mit der Elektroenzephalographie konnte er während des absichtlichen Falschspiels Veränderungen der Gehirnaktivität als Beweis für ihre Musikalität feststellen. Man könne diese „so genannte Unmusikalität in Musikalität verwandeln“.
Diese Ansätze übersehen aber den Unterschied zwischen sensorischer und expressiver, d. h. produktiver oder reproduktiver, Amusie.
Der Spiegel zitiert den Musikermediziner und Neurologen Eckart Altenmüller: „Musik sei keine Wahl. «Unmusikalische» Menschen gebe es nicht.“

## Therapie
Erfolgreiche Behandlungsverfahren sind nicht verfügbar. Weitere Forschungsergebnisse bleiben abzuwarten.